# Fred Gudnitz
Frederik (Fred) Leth Gudnitz, född 19 mars 1904 i Ballerup i Danmark, död 13 september 1985 i Tanum, var en dansk-svensk målare, tecknare och konstpedagog.
Han var son till keramikern CFA Gudnitz och Catherine Leth. Han utbildade sig till dekorationsmålare och teckningslärare i Köpenhamn 1918–1923 med uppehåll en kortare tid i Berlin 1922 därefter studerade han vid The Art Institute of Chicago 1923–1925 och efter ett år i Danmark fortsatte han sina studier vid Metropolitan Art School i New York 1927–1931. Han var verksam som konstnär i Berlin, München och Milano 1933–1934 och i Paris 1935. Han vistades i Sverige 1937–1938 för att måla motiv från Jämtland och Lappland och var sedan 1948 fast bosatt i Sverige. Han var anställd som föreståndare för Hunneboskolan för konst och konsthantverk. Separat ställde han ut i Köpenhamn och på olika platser i Bohuslän samt medverkade i ett flertal samlingsutställningar. Som illustratör illustrerade han Christian Haubølls Admiral Gjeddes Gaard. Han arbetade med flera olika tekniker inom konst och konsthantverk. Hans konst består av  stilleben, porträtt och landskapsskildringar utörda i olja, tempera, mosaik, keramik och skulpturer. Tillsammans med sina elever på Hunneboskolan utförde han några väggmålningar i Smögen bland annat på Smögengården. Gudnitz är representerad vid bland annat museet i Hunnebostrand. På 1950-talet grundade han Tanums Hällristningsmuseum och utgav några böcker om hällristningar bland annat Helleristninger, Rock Carvings  och skrifter om Hunnebos historia. Fred Gudnitz är begravd på Tanums nya kyrkogård.